# Libby Smith
Elizabeth "Libby" Smith è un personaggio della serie televisiva Lost, interpretato da Cynthia Watros. È uno dei sopravvissuti della sezione di coda dell'aereo del volo Oceanic 815.

## Biografia

### Prima dello schianto
Della vita di Libby precedente all'isola si sa poco. In Gli altri 48 giorni, racconta di aver visitato Vermont e di essersi rotta una gamba in un incidente sciistico, e di aver abbandonato gli studi di medicina per intraprendere la carriera di psicologa clinica.
In Si vive insieme, si muore soli, si vede che incontra Desmond Hume in un caffè prima che entrambi, per motivi diversi, finissero sull'isola. Lì, lei afferma di essere di Newport Beach (California) e, quando scopre che Desmond avrebbe intenzione di partecipare ad una regata in solitario intorno al mondo, gli offre la sua barca, appartenente al suo defunto marito.
Precedentemente, la si era vista internata all'Istituto di Igiene Mentale Santa Rosa, lo stesso dove si trovano Hugo Reyes ed Emily Locke (la madre di John), mentre assume una pillola offertale da un infermiere mentre fissa il vuoto.
Poco prima di imbarcarsi sul volo Oceanic, interverrà in una discussione tra Mr. Eko e Charlotte Malkin, la donna sul quale Mr. Eko sta indagando in quanto "miracolata".

### Dopo lo schianto
Libby precipita sull'isola insieme agli altri 21 sopravvissuti della sezione di coda. Lei proverà immediatamente ad aiutare i feriti, grazie alle sue conoscenze mediche. Pochi giorni dopo lo schianto, gli Altri invadono il campo dei sopravvissuti della sezione di coda e li rapiscono tutti eccetto sette: Libby, Ana Lucia, Mr. Eko, Cindy, Bernard, Nathan e Goodwin. Dopo questo accadimento, la paranoia si impossessa di Libby e degli altri, che iniziano a credere che Nathan sia un infiltrato e spia degli Altri. Così lo rinchiudono in una fossa, ma la sua successiva scomparsa preoccupa ancora di più i sopravvissuti, che decidono di inoltrarsi nell'isola fino ad incappare nella stazione Freccia dove si stabilizzeranno.
Dopo l'incontro con i sopravvissuti della sezione centrale Sawyer, Jin e Michael, Libby e gli altri decidono di lasciare la loro sistemazione per unirsi al gruppo principale. Una volta nel campo principale, Libby e Hurley inizieranno una relazione sentimentale. Lei, però, eviterà le domande di Hurley su dove si fossero già visti prima dell'isola, citando come possibile episodio quando lui le ha accidentalmente pestato il piede all'aeroporto. Oltre che con Hurley, Libby stringe un'amicizia anche con Claire, che aiuterà a ricordarsi gli avvenimenti della settimana in cui è stata nelle mani degli Altri.
In Dave, Libby tenta di aiutare Hurley a risolvere la sua dipendenza dal cibo, ma il tentativo fallisce quando una fornitura di cibo cade misteriosamente dal cielo. Successivamente, si troverà a impedire un tentativo di suicidio di Hurley sul bordo di un precipizio, dove i due si baciano.
Un giorno Hurley organizzerà un pic-nic intimo con Libby. I due però si perdono nella giungla, e Libby propone ad Hurley di appartarsi in spiaggia. A tal proposito, si recherà, da sola, alla stazione Cigno per recuperare delle coperte. Lì, però, si troverà ad assistere all'omicidio di Ana Lucia da parte di Michael, il quale sarà costretto ad uccidere anche lei. Morirà poco dopo sussurrando il nome del suo omicida, ma verrà male interpretata dai presenti.

## Apparizioni successive
Libby apparirà due volte a Michael: la prima in ospedale, dove Michael si trova dopo un tentato suicidio, quando gli porterà delle coperte vestita da infermiera; la seconda sul Kahana, quando cerca di dissuadere Michael dal premere il pulsante che farebbe esplodere il Kahana.

## Realtà parallela
Libby è presente nella realtà parallela descritta nella sesta stagione. È una paziente dell'Istituto di Igiene Mentale Santa Rosa. Libby si trova in un ristorante quando si avvicina al tavolo di Hurley. I due cominciano a parlare e lei afferma di conoscerlo e di aver già passato del tempo insieme, ma lui non ricorda niente. I due vengono interrotti dal direttore della casa di cure mentali che porta via Libby per poi farla salire sul furgoncino per il rientro all'istituto.
In seguito, Hugo incontra Desmond in uno dei suoi fast food. Quest'ultimo gli dice che se sente di avere qualche legame con Libby deve assolutamente parlarle. Hugo si reca dunque al Santa Rosa, dove grazie ad una generosa donazione convince il direttore della clinica a lasciarlo parlare con Libby. Hurley le chiede di uscire per fare qualcosa insieme, così i due vanno in spiaggia a fare un picnic e mentre lei lo bacia lui ha dei flash della loro vita sull'isola. Al termine della serie si ritroverà con Hugo Reyes e gli altri protagonisti di Lost in quella che si scoprirà sul finire non essere una realtà parallela, ma una sorta di purgatorio dell'anima.

## Episodi dedicati a Libby
| Stagione | Titolo italiano     | Titolo originale  | Tipo di flash |
| -------- | ------------------- | ----------------- | ------------- |
| 2        | Gli altri 48 giorni | The Other 48 Days | flashback     |